# كأس نيوزيلندا 1928
كأس نيوزيلندا 1928 (بالإنجليزية: 1928 Chatham Cup)‏ هو موسم من كأس نيوزيلندا. فاز فيه نادي بيتون ‏.